# صفحه عمدا خالی

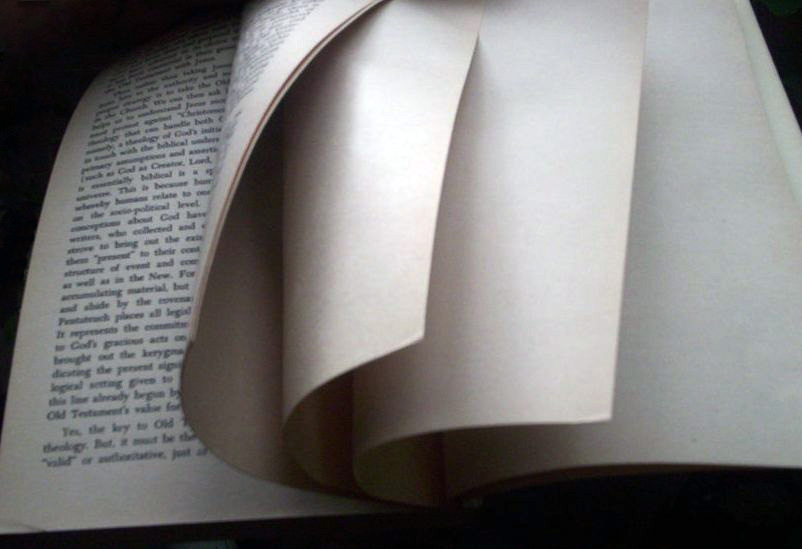
صفحات عمداً خالی در انتهای کتاب

صفحه عمدا خالی، به صفحات در کتاب گفته می‌شود که عاری از هر گونه محتوا و مطلب می‌باشد. معمولاً در این صفحات نوشته‌ای به مضمون This page is intentionally left blank را نیز قرار می‌دهند تا خواننده دچار سردرگمی و اشتباه نشود چرا که بدون این نوشته خواننده ممکن است چنین تصور کند که این صفحه بر اثر اشکال چاپی چنین شده یا مطلبی از کتاب چاپ نگردیده است.
به این صفحه‌ها، صفحه خالی یا صفحه سفید یا صفحه پوچ یا صفحه تهی (Blank page به انگلیسی) نیز می گویند.
وقتی در فرآیند چاپ کتاب این صفحات تا زده شده و در کنار یکدیگر قرار می‌گیرند معمولاً در بخش انتهایی کتاب چند صفحه از ۱۶ الی ۲۴ صفحه خالی می‌ماند که طبیعتاً در انتهای کتاب قرار می‌گیرند و به این خاطر است که معمولاً ۲ یا چند صفحه خالی در قسمت انتهایی کتاب مشاهده می‌کنیم.
علاوه بر صفحات خالی انتهای برخی از کتاب‌ها، در بسیاری از کتاب‌ها قبل از شروع فصل جدید یک یا چند صفحه خالی نیز وجود دارد. این صفحه خالی به صورت عامدانه و تکنیکی خالی و سفید گذاشته می‌شود. دلیل این امر آن است که بسیاری از مولفان دوست دارند که فصل جدید در کتاب خود را در صفحه سمت راست شروع کنند. صفحه سمت چپ در کتاب‌ها با نام لاتین verso و صفحه سمت راست با نام لاتین recto شناخته می‌شود. اگر فصل قبل در صفحه رکتو تمام شده باشد، مولف ترجیح می‌دهد فصل جدید را در صفحه رکتوی (recto) دیگر شروع کند و برای این منظور صفحه سمت چپ (verso) را خالی می‌گذارد و فصل جدید را در صفحه سمت راست شروع می‌کند.
باید خاطرنشان سازیم که آغاز فصول کتاب در پروسه چاپ کتاب یک انتخاب صرفاً اختیاری است و تصمیم گیری آن وابسته به نظر مولف می‌باشد. احتمال دارد که فصل قبل شما در صفحه سمت چپ تمام شود، که در این شرایط توصیه می‌شود صفحه پشت و صفحه روبروی آن خالی بماند و شما از صفحه بعدی آن (که طبیعتاً صفحه سمت راست است) فصل را شروع کنید. هرچند صفحه یا صفحات سفید هیچ شماره صفحه‌ای ندارند اما در شمارش کلی صفحات کتاب محاسبه می‌گردد. 